# ناتهورام جودسي
ناتهورام جودسي (بالماراثية:नथूराम विनायक गोडसे) من مواليد 19 مايو 1910م، وأعدم في 15 نوفمبر 1949 ، كان ينتمي لجماعة ماهاسابها الهندية المتطرفة، اشتهر ناتهورام بأنه قاتل مؤسس جمهورية الهند الحديثة المهاتما غاندي ، وكان من سبعة الرجال المشتركين في التخطيط لاغتياله، وبعد تنفيذ الاغتيال، قبض عليه وحكم بالإعدام.

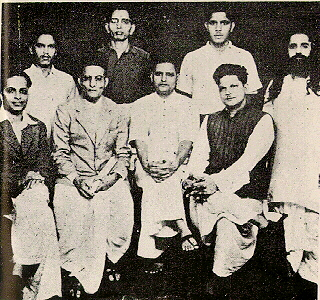
صورة للمتورطين في اغتيال المهاتما غاندي